# Río Putaco
Le río Putaco est un cours d'eau de l'Amazonie vénézuélienne et sous-affluent de l'Orénoque. Situé dans l'État d'Amazonas, il se jette à proximité de la localité de Yesigüey-teri en rive gauche du río Ocamo dont il est l'un des principaux affluents. Il prend sa source dans le massif de la sierra Parima situé sur la frontière avec le Brésil et traverse les localités de Niyayogüey-teri, Pasobeki-teri, Yirequemobi-teri et Augüey-teri. Il est peuplé principalement par l'ethnie indienne Yanomami.